# Charles Hobaugh
Charles Owen Hobaugh (Bar Harbor, 5 de novembro de 1961) é um astronauta e oficial do Corpo de Fuzileiros Navais dos Estados Unidos.
Hobaugh formou-se na Academia Naval e no Corpo de Fuzileiros Navais dos Estados Unidos em 1984 e recebeu a patente de segundo-tenente. Em 1987, foi qualificado como piloto naval e serviu em combate na Guerra do Golfo em 1991. Após o conflito qualificou-se e serviu com piloto de testes na Marinha até ser selecionado para o treinamento de astronauta da NASA em 1996. 
Após o treinamento de dois anos no Centro Espacial Lyndon B. Johnson, foi qualificado como piloto de ônibus espacial e subiu ao espaço em julho de 2001 como piloto da missão STS-104 na nave Atlantis, a décima missão tripulada à Estação Espacial Internacional, para treze dias na estação espacial, durante os quais os tripulantes trabalharam junto com os integrantes da Expedição 2 na ISS e fizeram três passeios no espaço para instalar novos equipamentos na estrutura da estação.
Em agosto de 2007 fez seu segundo voo espacial como piloto da Endeavour na missão STS-118 da NASA para trabalhos de montagem na Estação Espacial. Sua terceira missão foi realizada entre 16 e 27 de novembro de 2009, como comandante da STS-129 Atlantis, que teve o objetivo de montar componentes na parte externa da estação.